# San Michele di Feletto
San Michele di Feletto è una frazione del comune di San Pietro di Feletto, in provincia di Treviso.

## Geografia fisica

### Territorio
San Michele si sviluppa, in posizione collinare, a sud di San Pietro, Santa Maria e della sede comunale Rua, al confine con la località pianeggiante Crevada.
Si tratta della propaggine meridionale del comune felettano, dove i colli discendono verso l'area più occidentale del comune di Conegliano e verso Susegana.
L'abitato di San Michele si raggruppa perlopiù lungo la strada che collega questa frazione a Santa Maria; la maggior parte del territorio è coperto da vigneti e aree verdi.

## Monumenti e luoghi d'interesse

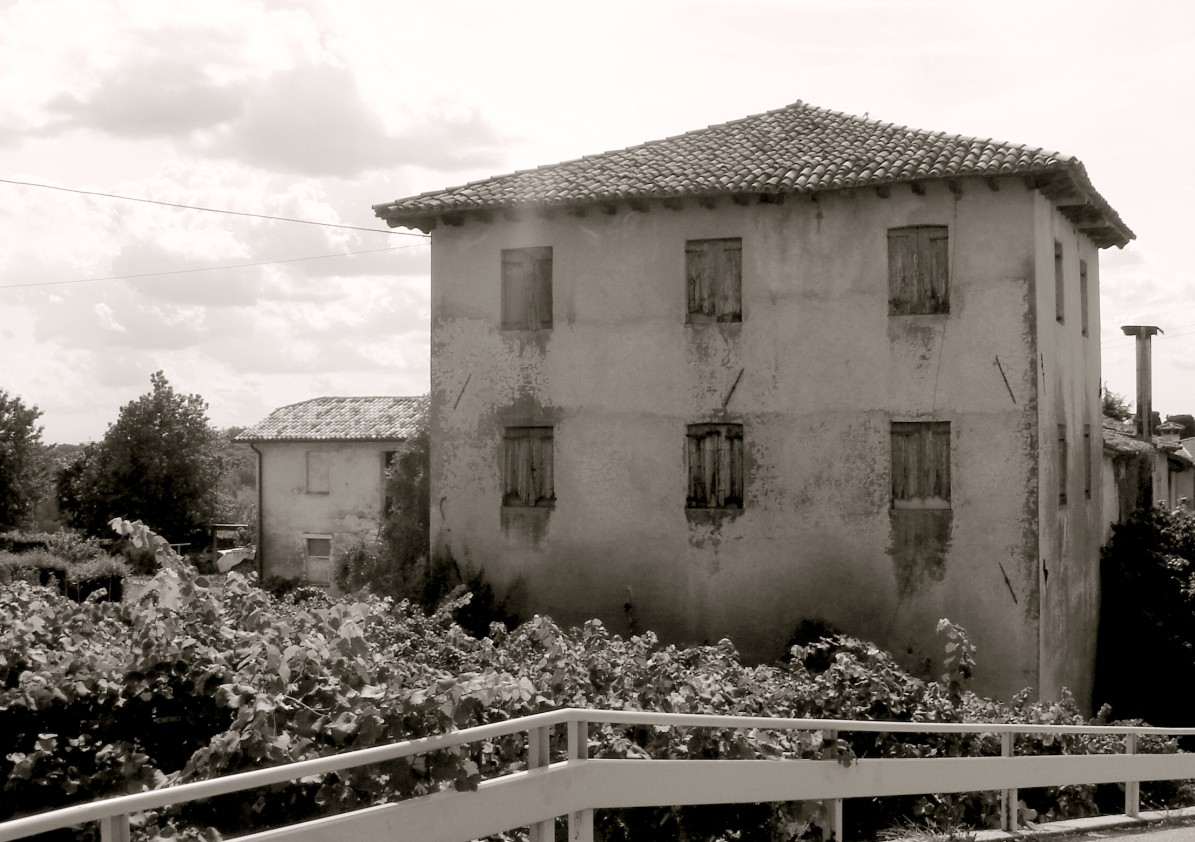
Tipica casa rurale, collocata in posizione prospiciente la chiesa e oggi inglobata nell'abitato

Il monumento di maggior importanza è la chiesa intorno alla quale si è formato successivamente il centro abitato.
Altri edifici di valore storico-culturale sono i capitelli, sparsi in più aree di San Michele e legati al culto popolare cristiano, e le case rurali, espressione della secolare vocazione agricola di quest'area e strutturalmente ascrivibili al modello architettonico più diffuso in area coneglianese, con edificio padronale di tre piani più gli annessi rustici.

### Chiesa di San Michele

#### Storia
La chiesa della frazione più meridionale del Feletto è dedicata a San Michele Arcangelo. La dedicazione e la fondazione di questo luogo sacro è molto probabilmente da legare alla presenza dei camaldolesi nel territorio felettano, la cui sede era nell'eremo di Rua.

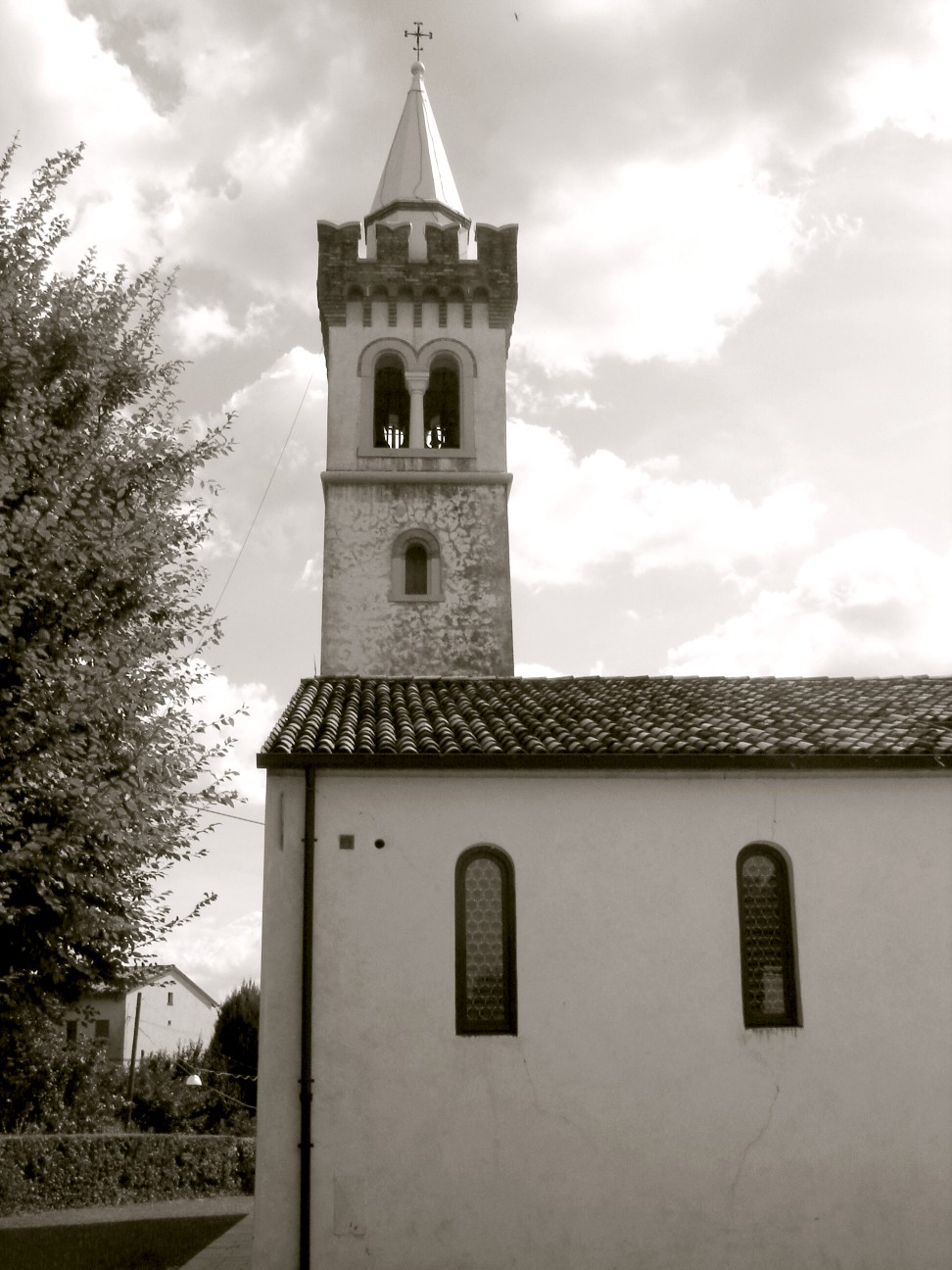
Il campanile visto da nord

La chiesa fu più volte restaurata e modificata fino al 1887, anno in cui fu realizzata quella attuale.